# Omar Ong Yoke Lin
Omar Ong Yoke Lin (Kuala Lumpur, 23 juli 1917 – aldaar, 1 juli 2010) was een Maleisisch politicus, minister en ambassadeur. Ong Yoke Lin was een Chinees moslim-bekeerling.
Ong Yoke Lin studeerde voor registeraccountant maar moest zijn studie afbreken toen Japan Maleisië bezette. Hij was in 1949 mede-oprichter van de Malayan Chinese Association (MCA). Als vooraanstaand leider van de Chinese bevolkingsgroep werd Ong door de Britse High commissioner (gouverneur) aangesteld in de wetgevende vergadering van Selangor en in de Federale Wetgevende Raad. Hij ging in 1952 een alliantie aan met Abdul Razak tussen de MCA en de United Malays National Organisation (UMNO) voor de gemeenteraadsverkiezingen van Kuala Lumpur. Dit was de voorloper van de Alliance Party.
Ong Yoke Lin werd parlementslid voor Hulu Selangor. Na de verkiezingsoverwinning van de Alliance Party, werd Ong Yoke Lin minister van Post en Telecommunicatie in het eerste kabinet van Tunku Abdul Rahman, ook bekend als "de Tunku". Ong Yoke Lin vergezelde de Tunku in april 1957 op diens tweede reis naar Londen om de nieuwe grondwet van Malaya vast te leggen.
Ong Yoke Lin trad op 31 augustus 1957 toe tot het eerste kabinet van de onafhankelijke Federatie van Malaya, als minister van Arbeid en Sociale Zaken. In 1959 werd hij minister van Volksgezondheid. Na het uitroepen van de Maleisische Federatie, bleef Ong Yoke Lin tot 1973 minister zonder portefeuille. In diezelfde periode was hij High commissioner (ambassadeur) in Canada (1966) en ambassadeur in Brazilië (1967 tot 1972). Van 1973 tot 1980 was Ong Yoke Lin voorzitter van de Dewan Negara (het hogerhuis of senaat van Maleisië).